# Musée de l’aviation militaire de Payerne

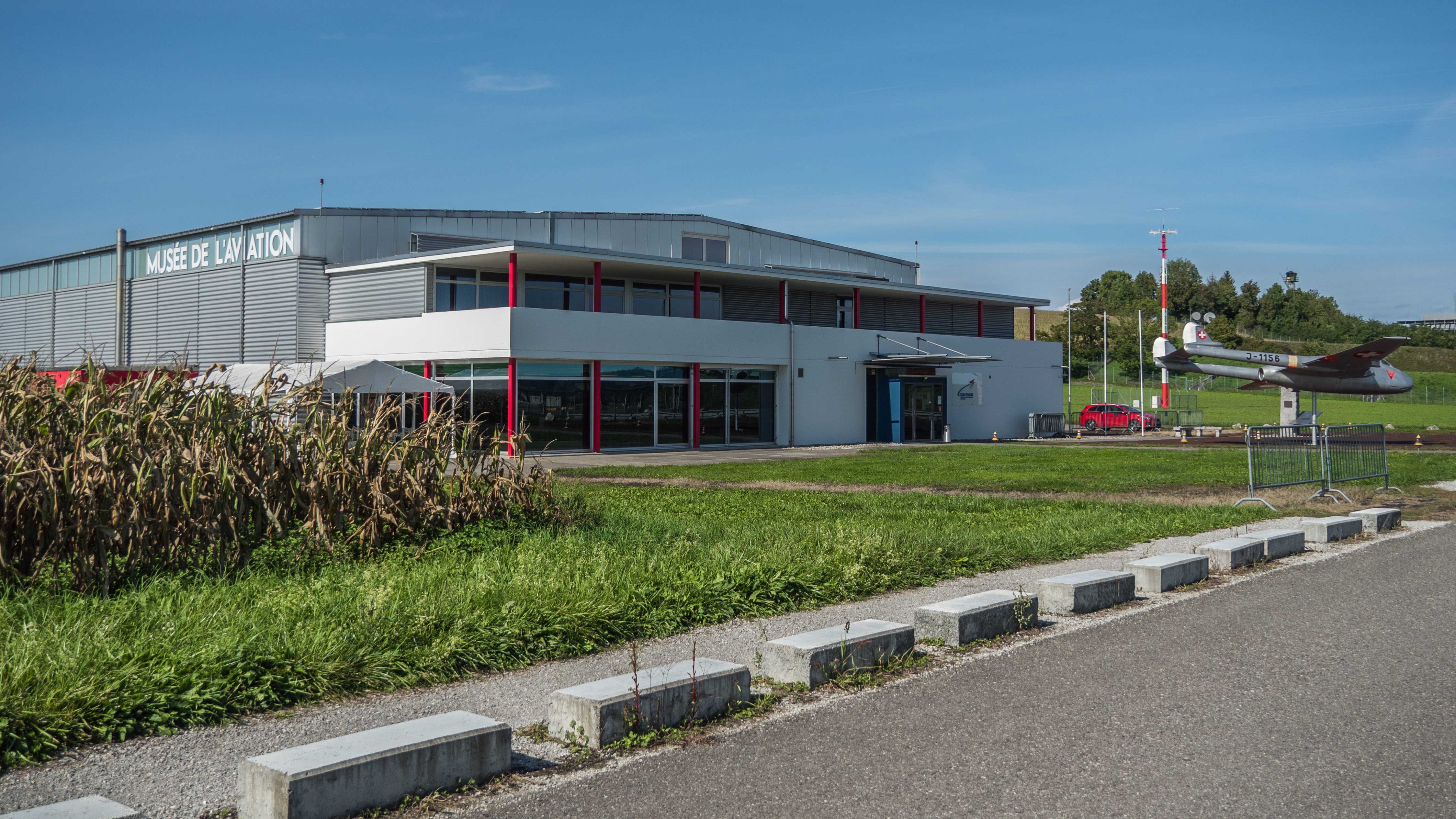
Aussenansicht

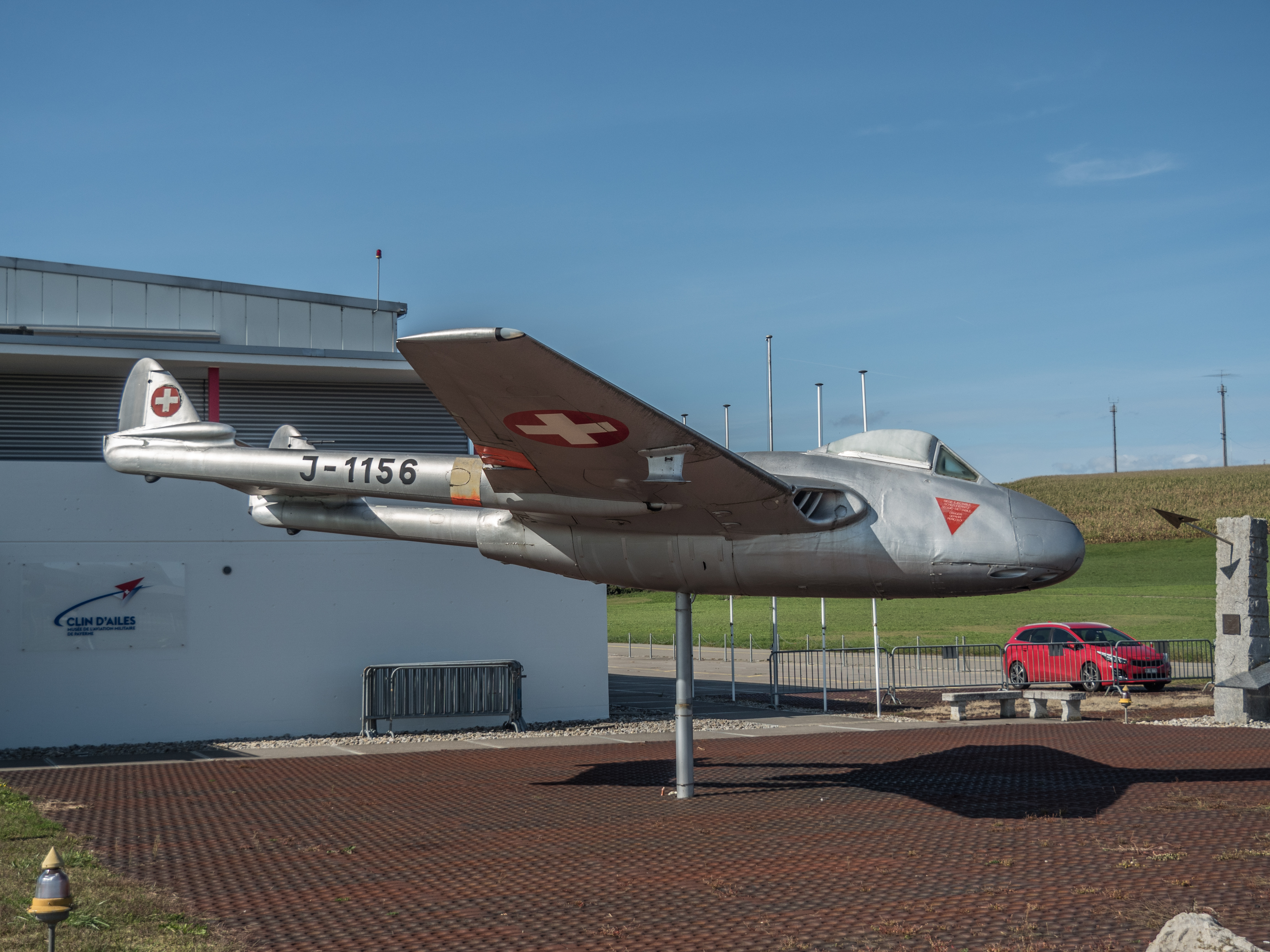
De Havilland Vampire beim Museum-Eingang

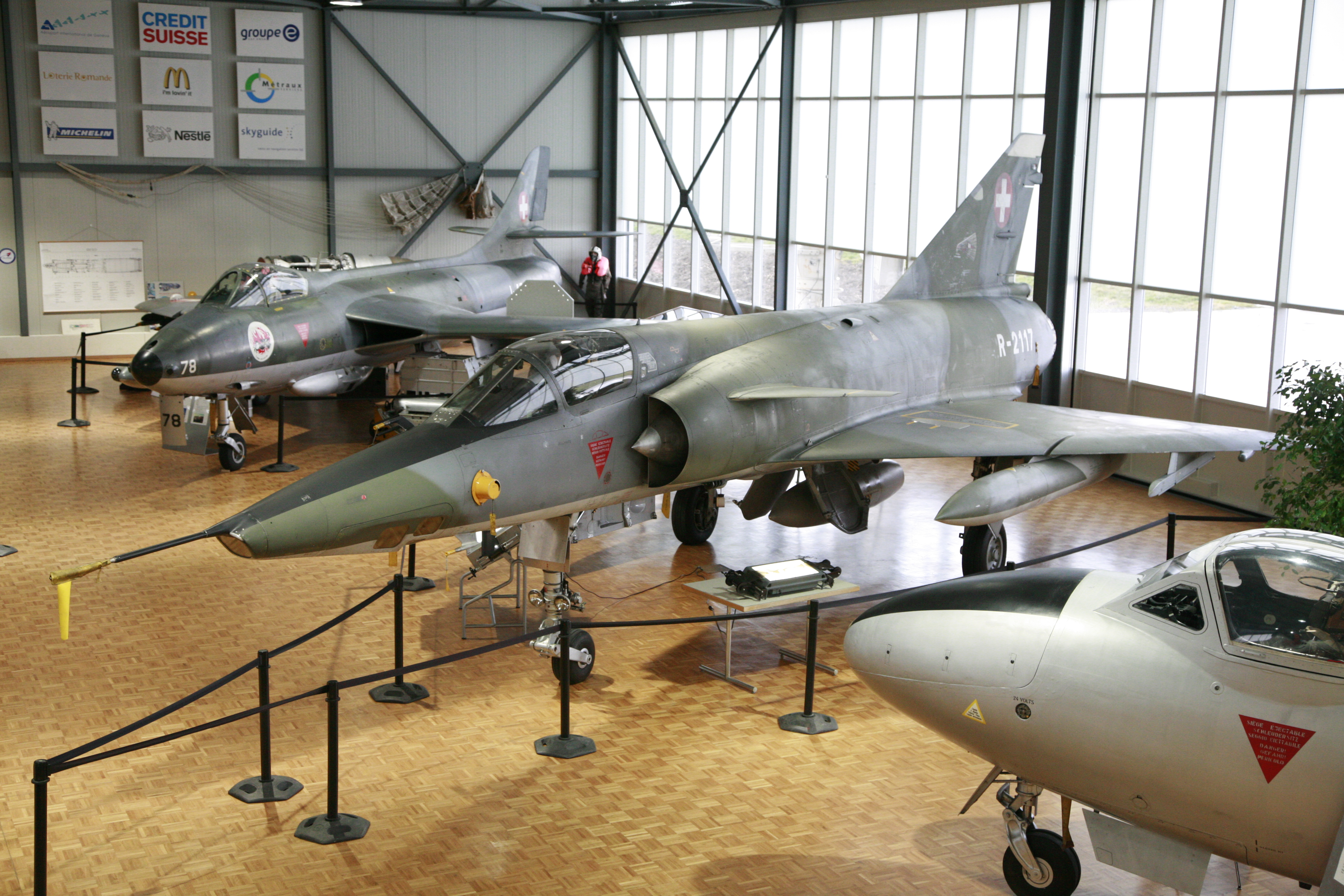
Mirage-Aufklärer im Museum

Das Musée de l'aviation militaire de Payerne «Clin d’Ailes» präsentiert seinem Publikum seit 2003 auf dem Gemeindegebiet von Morens historische Schweizer Militärflugzeuge und -helikopter aus der Ära der Düsentriebwerke und Turbinen. Es befindet sich neben dem Militärflugplatz Payerne in der Schweiz. In zwei Hallen werden ein Dutzend Flugzeuge und Helikopter ausgestellt. 
Von 2004 bis 2014 konnten mit dem museumseigenen Hunter Passagierflüge durchgeführt werden, daneben fand zwei bis drei Mal pro Jahr bis ins Jahr 2023 eine einwöchige Periode mit Flugoperationen der Mirage III DS statt.

## Geschichte
Mit der anstehenden Armeereform Armee 95 wurde Ende 1994 das Flugzeug Hunter ausser Dienst gestellt. Gleichzeitig wurde auch die Fliegerstaffel 5 aufgelöst. Um einen der ehrwürdigen Hawker Hunter vor ihrer Verschrottung zu retten, gründeten am 19. November 1994 einige passionierte Milizpiloten den Verein «La Cinquième Escadrille» und wandten sich an die Schweizer Armee. Dank der Unterstützung der Schweizer Luftwaffe und des kantonalen Militärdepartements der Waadt konnte der Verein erreichen, dass ihm bereits im Jahr 1995 der Hunter J-4078 überlassen wurde. Dieses Flugzeug wurde während fast sieben Jahren in einer ehemaligen Schreinerei in Arnex-sur-Orbe ausgestellt. Der Hunter war bald umstellt von weiteren ausrangierten Flugzeugteilen wie Triebwerke, Schleudersitze, Material für die Flugzeugwartung und Souvenirs der ehemaligen Fliegerstaffel 5. Schliesslich überliess das Waadtländische Militärmuseum Morges dem Verein das Flugzeug DH-100 Vampire mit der Immatrikulation J-1055, welches sich seit fast 20 Jahren in Morges befunden hatte.
Schon 1998 keimte der Wunsch nach grosszügigeren Räumlichkeiten auf und der Verein begann mit der dem Kommando der Luftwaffe und der Flugplatzdirektion zu verhandeln, um eine Lösung für ein Museum auf dem Gelände des Militärflugplatz Payerne zu finden. Die Bemühungen des Vereins fielen auf fruchtbaren Boden und um dem sich entwickelnden Projekt den nötigen Anschub zu geben und die Finanzierung zu sichern, wurde der Unterstützungsverein «Espace Passion» gegründet.
Noch im selben Jahr wurde der Cinquième Escadrille der Vampire J-1157 offeriert, welcher lange Zeit auf einem Industriegelände in Aigle ausgestellt war. Dank des aussergewöhnlichen Engagements der Mitglieder des Vereins Espace Passion konnte das Flugzeug in aufwändiger Arbeit restauriert werden.
Auf Wunsch des Eidgenössischen Departements für Verteidigung, Bevölkerungsschutz und Sport und um das Museumsprojekt juristisch sauber abzusichern gründeten die Mitglieder der Cinquième Escadrille am 10. März 1999 die Fondation du Musée de l’Aviation Militaire de Payerne. Der Stiftungsrat wurde präsidiert von Claude Nicollier und bestand aus Mitgliedern der Cinquième Escadrille, aus Begeisterten der Militärfliegerei und deren Kulturerbe, sowie aus Vertretern der Luftwaffe. Er kümmerte sich in der Folge um den Bau des Museums und um die Suche nach Sponsoren. Im Jahr 2002 wurde mittels eines Wettbewerbes ein Name für das Museum gesucht. Mit seinem Vorschlag «Clin d’Ailes», einem Wortspiel, welches auf Deutsch in etwa mit «Flügelzwinkern» übersetzt werden könnte, gewann der damals 12-jährige Bastien Bornand diesen Wettbewerb nach einstimmigem Urteil der Jury. Der Grafiker Robert Rausis kreierte noch ein passendes Logo dazu. Im selben Jahr begann der Bau des Museums und die Restaurierungsarbeiten an den auszustellenden Flugzeugen wurden aufgenommen.
Schliesslich konnte das Museum Clin d’Ailes am 25. April 2003 eingeweiht werden. Zu Beginn befanden sich sechs Flugzeuge in der einzigen Ausstellungshalle: eine De Havilland DH.112 Vampire, ein DH.115 Vampire Trainer, eine De Havilland DH.112 Venom, eine Hunter Mk.58, ein Hunter Trainer TMk.68 und eine Mirage IIIS. Bereits im Oktober desselben Jahres wurde die Ausstellung durch eine Alouette II ergänzt und ein Jahr nach der Eröffnung des Museums wurde die Restauration des Mirage-Simulators SIMIR beendet und die ersten Demonstrationen konnten erfolgen. Anfang 2004 erhielt der Hunter Trainer J-4203 sein ziviles Kennzeichen HB-RVW und konnte seinen Erstflug als Zivilflugzeug am 18. Mai 2004 durchführen. Zwei Jahre später erhielt die Stiftung den Mirage Aufklärer R-2117 und den Mirage III DS Doppelsitzer J-2012 und am 4. November desselben Jahres wurde mit einer offiziellen Zeremonie die Partnerschaft mit dem Musée Européen de l'Aviation de Chasse (MEAC) in Montélimar (F) besiegelt.
Als Weltpremiere fand am 16. September 2008 der erste Passagierflug im zivil immatrikulierten (HB-RDF) Mirage III DS Doppelsitzer J-2012 statt. Da der Platz im Museum immer enger wurde, befasste sich der Stiftungsrat 2011 mit einem Projekt für einen Erweiterungsbau und begann Sponsoren für dessen Finanzierung zu suchen. Bereits im Folgejahr war die Finanzierung gesichert und die Bauarbeiten konnten 2013 beginnen. Am 1. Mai 2015 wurde die neue Halle feierlich eingeweiht und die neue Museumsgestaltung eröffnet.
Mit dem flugtauglichen Doppelsitzer des Hunter wurden von 2004 bis 2014 rund 500 Passagierflüge mit den Piloten Claude Nicollier und Raymond Clerc durchgeführt. Einer der Passagiere war der zehnte Mensch auf dem Mond, Charles Duke, dem es erlaubt wurde, seine Unterschrift auf dem Flugzeug zu hinterlassen.

## Ausstellung
Das Musée de l’Aviation Militaire de Payerne, Clin d’Ailes, zeigt eine Sammlung der Schweizer Militärluftfahrt der zweiten Hälfte des 20. Jahrhunderts. Vom Vampire über Venom und Hunter zum Mirage III drücken die schönen und leistungsfähigen Maschinen gleichermassen den raschen Fortschritt in den Bereichen Aerodynamik, Konstruktionsmaterialien und Waffensystemen aus. Die Ausstellung besteht aus zehn Flugzeugen und zwei Helikoptern sowie aus Simulatoren, Triebwerken, Waffen und Schleudersitzen.

### De Havilland DH.100 Vampire Mk 6
Das ausgestellte Flugzeug J-1157 wurde in Lizenz im Flugzeugwerk Emmen gefertigt und hatte seinen Erstflug am 14. Mai 1952. Es wurde der Cinquième Escadrille 1998 offeriert und anschliessend nach Arnex-sur-Orbe transportiert, wo es restauriert und am 24. Juni 2000 der Ausstellung übergeben wurde. Im Oktober 2002 wurde es nach Payerne transportiert und der Museumsstiftung übergeben. Das auf einem Sockel vor dem Museumseingang präsentierte Flugzeug J-1156 wurde dem Museum am 25. April 2003 von der Flugplatzdirektion anlässlich der Museumseröffnung übergeben.

### De Havilland DH.115 Vampire Trainer Mk. 55
Der ausgestellte, zweisitzige Trainer U-1211 flog von 1958 bis 1990 in der Schweizer Luftwaffe. Während seines Einsatzes wurde er auch mit Filmkameras ausgerüstet, welche in einer speziellen Flugzeugnase untergebracht waren. Damit wurden zahlreiche Flugaufnahmen für Filme des Armeefilmdienstes und des Schweizer Fernsehens aufgenommen. Am 23. März 1991 erwarb eine Gruppe von Piloten und Flugbegeisterten das Flugzeug anlässlich einer Versteigerung mit der Idee es wieder zum Fliegen zu bringen. Es blieb jedoch auf dem Flughafengelände Sion stehen und wurde schliesslich dem Museum angeboten. Es wurde im Jahr 2000 nach Payerne transportiert und 2001 umfassend restauriert.

### De Havilland DH.112 Venom Mk. 1
Am 21. März 1955 hatte der Venom J-1584 seinen Erstflug. Nachdem er 1984 ausser Dienst gestellt worden war, kaufte ihn Eric Chardonnens und transportierte ihn auf den Flugplatz Neuchâtel. Schliesslich offerierte er das Flugzeug dem Museum, wo es zwischen 2002 und 2003 restauriert wurde.

### Hawker Hunter Mk. 58
Der Hunter J-4078 wurde in Dunsfold gebaut und anschliessend in die Schweiz überflogen, wo er 1959 in den Dienst gestellt wurde. Im Jahr 1982 wurde er für den Einsatz der Luft-Boden Lenkwaffe AGM-65B Maverick umgebaut. Sein letzter Flug fand am 16. Dezember 1994 in Payerne statt. Er wurde 1995 der Cinquième Escadrille angeboten und nach Arnex-sur-Orbe transportiert. Wieder zusammengebaut und am 17. November 1995 eingeweiht, war er lange Zeit der Stolz dieses ersten, kleinen Museums. Er wurde im Oktober 2002 nach Payerne transportiert und der Stiftung des Museums übergeben.

### Hawker Hunter Trainer Mk. 68
Dieses Flugzeug war Teil der zweiten Serie der von der Luftwaffe beschafften Hunter Flugzeuge. Es flog zunächst als zwei verschiedene Einsitzer der Version F.4 in der Royal Air Force, bevor deren Teile von Hawker zurückgekauft und mit einem neuen Vorderrumpf als Doppelsitzer verwendet wurden. Nach dem Landtransport in die Schweiz wurde das Flugzeug in Emmen montiert und 1975 der Flugwaffe übergeben. Nach seiner Ausserdienststellung wurde es von 1995 bis 2001 in einer Flugzeugkaverne gelagert und schliesslich von der Luftwaffe dem Museum offeriert. Es wurde demontiert, auf der Strasse nach Payerne transportiert, wo es wieder zusammengebaut wurde. Im Frühling 2004 erhielt es die Zulassung als historisches Zivilflugzeug und die Immatrikulation HB-RVW. Anschliessend wurde es für Passagierflüge weiter verwendet und nahm auch an den Flugmeetings Air 04 und AIR14 teil. Nach seinem letzten Flug am 3. Oktober 2014 wurde es in die Ausstellung des Musée Clin d’Ailes integriert.

### Dassault Mirage III S
Das Flugzeug J-2301 war, zusammen mit dem J-2302, eines der zwei einzigen in Frankreich bei Dassault Aviation gebauten Mirage III S. Alle anderen Mirage III S der Schweizer Luftwaffe wurden in Emmen gebaut. Beide Flugzeuge wurden zu Beginn bei der Gruppe für Rüstungsdienste (GRD) für Abnahme- und Testflüge verwendet. Am 8. September 1972 wurde das Flugzeug J-2301 mit einer Spezialausrüstung versehen und der Flugerprobungsstelle (FES) der Flugwaffe übergeben. Es wurde schliesslich 2002 von Buochs nach Payerne transportiert.

### Dassault Mirage III RS
Das ausgestellte Flugzeug R-2117 war mit vier in der Nase montierten OMERA Nassfilmkameras ausgerüstet. Diese konnten in insgesamt sechs Positionen Aufnahmen nach schräg vorne, nach unten und zur Seite machen. Zusätzlich konnten bei Tag und bei Nacht mit dem 1981 eingeführten und am Rumpf montierten Aufklärungsbehälter LIRAS Aufnahmen im Infrarotbereich gemacht werden. Seinen letzten Flug von Buochs nach Payerne führte der R-2117 im Dezember 2003 durch, wo er 2005 der Stiftung durch die Luftwaffe übergeben wurde.

### Dassault Mirage III DS

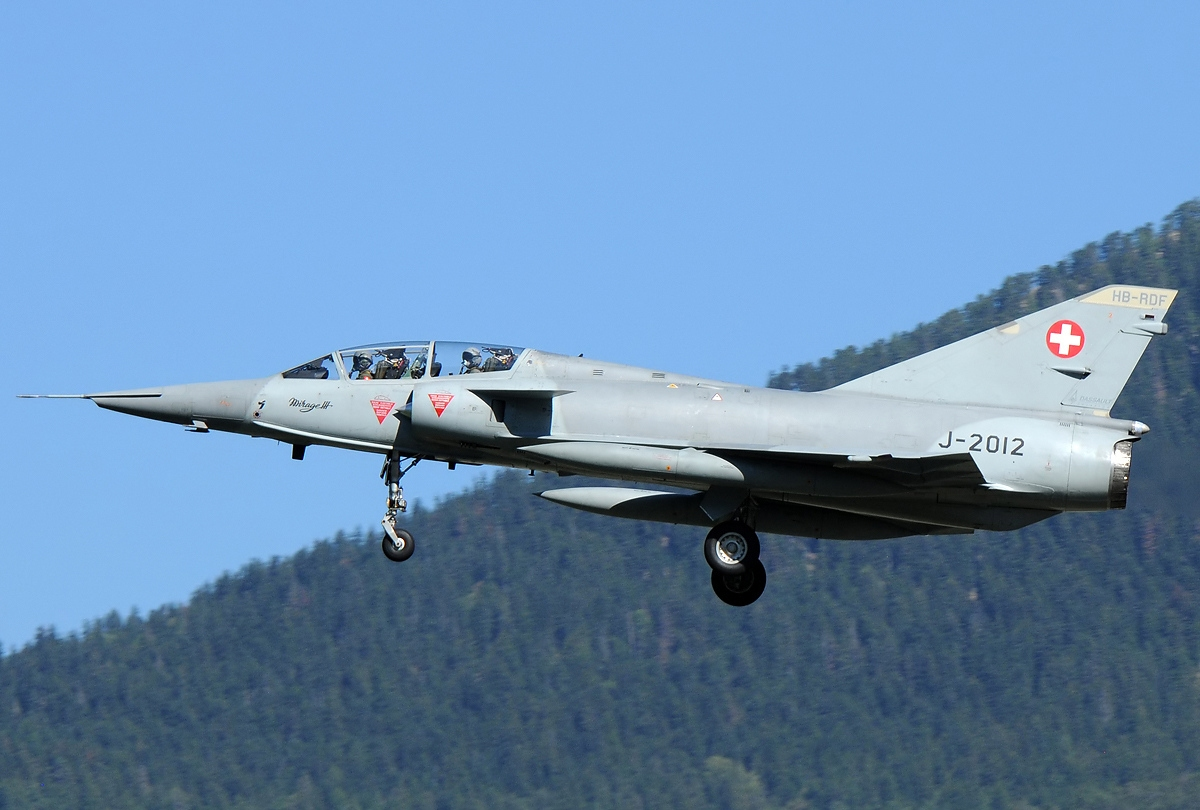
Die Mirage DS HB-RDF

Der J-2012 war die weltweit einzige Mirage III, welcher mit einer zivilen Immatrikulation (HB-RDF) als historisches Flugzeug fliegen durfte. Sie wurde dazu vom Verein Espace Passion gewartet, repariert und operiert. Das Flugzeug war Teil einer zweiten Serie Doppelsitzer, welche durch die Flugwaffe beschafft wurde. Die erste Serie von vier Doppelsitzern trug die Bezeichnung Mirage III BS, während die beiden nachbeschafften Doppelsitzer J-2011 und J-2012 die Bezeichnung Mirage III DS erhielten. Das Flugzeug J-2012 flog zum letzten Mal im Dezember 2003 im Dienste der Luftwaffe von Buochs nach Payerne und wurde 2005 der Stiftung des Museums übergeben. Am 25. Mai 2023 flog die Maschine zum letzten Mal.

### Northrop F-5 Tiger II
Der F-5 Tiger J-3057, ein Flugzeug der ersten Serie, befindet sich immer noch im Inventar der Luftwaffe. Zusammen mit den anderen Flugzeugen der ersten Serie wurde der J-3057 Mitte der 80er Jahre modifiziert und auf den Stand der zweiten Serie gebracht. Dazu wurde er mit vergrösserten Leading Edge Extensions (LEX) und einer abgeflachten Nase (Shark Nose) ausgerüstet. Zusammen mit elf weiteren F-5 Tiger flog das Flugzeug J-3057, mit einem österreichischen Hoheitszeichen versehen, von Februar 2005 bis zum 24. Juli 2008 im Dienste der österreichischen Luftstreitkräfte. Im April 2015 wurden zehn F-5 auf Grund von Rissen in der Struktur stillgelegt, darunter auch der J-3057. Im März 2016 wurde der J-3057 dem Museum leihweise zur Verfügung gestellt.

### Pilatus PC-7 Turbo Trainer
Das mit einer Propeller-Turbine angetriebene Flugzeug Pilatus PC-7 ist ein leistungsfähiges Schulflugzeug. Es wird in der Luftwaffe für die fliegerische Eignungsabklärung (Selektion) und die Grundschulung verwendet. Das Flugzeug A-908 ist eines der zwölf Flugzeuge, welches nicht auf den Stand der NCPC-7 modifiziert wurde. Nach seiner Ausmusterung wurde der A-908 im Jahr 2009 dem Museum übergeben.

### Sud Aviation SE 3130 Alouette II
Der Helikopter V-43 war Teil der ersten Serie von 15 Alouette II Helikoptern, welche 1958 durch die Flugwaffe beschafft wurden. Am 19. April 1979 musste die Besatzung der V-43 in Naters eine Notlandung ausführen, bei welcher der Helikopter beschädigt wurde. Der V-43 wurde in Stand gesetzt und wieder der Fliegertruppe übergeben. Vom 5. April bis 22. August 1961 wurde der V-43 vorübergehend zivil als HB-XBI immatrikuliert, um anlässlich der Algerien-Konferenz in Evian (F) eingesetzt zu werden. Am 14. März 1994 wurde die Alouette II V-43 dem Verkehrshaus der Schweiz in Luzern übergeben, welches den Helikopter 2003 dem Museum offerierte.

### Sud Aviation SE 3160 Alouette III
Der im Museum ausgestellte Helikopter V-282 war Teil der dritten Serie Alouette III und wurde 1974 beschafft. Der Helikopter wurde teilweise in Lizenz im Eidgenössischen Flugzeugwerk in Emmen gebaut. Nach seinem letzten Flug 2010 wurde der V-282 im selben Jahr dem Museum übergeben.

### Simulatoren
Das Musée de l’Aviation Militaire de Payerne, Clin d’Ailes, besitzt eine Reihe von interessanten Simulatoren für ehemalige Militärflugzeuge. Einige davon befinden sich immer noch in funktionstüchtigem Zustand. Zusätzlich findet man auch moderne Simulatoren für den virtuellen Flug, teilweise mit originalgetreu modellierten, historischen Flugzeugen, wie D 3800 Morane oder DH-100 Vampire. Die Perle der Ausstellung ist sicherlich der originale Flugsimulator der Mirage III S (SIMIR), welcher 1967 in Payerne in Dienst gestellt wurde. Im Jahr 2000, nach fast 62‘000 Stunden und über 36‘000 Simulatorübungen wurde der SIMIR ausser Dienst gestellt und dem Museum übergeben. Dies setzte es sich erfolgreich zum Ziel, den SIMIR wieder funktionstüchtig zu machen. Seit 2004 kann der SIMIR auf Bestellung und bei besonderen Gelegenheiten in Aktion gesehen werden, er dient auch seit 2008 dem Piloten der Mirage III DS J-2012/HB-RDF als Trainingsgerät.
Unter den weiteren Simulatoren findet man beispielsweise einen der ersten richtigen Flugsimulatoren, ein Ende der 1920er konstruierter Link-Trainer. Die ersten Militärpiloten, welche ein Jet-Flugzeug flogen trainierten den Flug nach Instrumenten auf einem Link-Trainer D-4, in der Luftwaffe auch als IFSIM (Instrumentenflug-Simulator) bekannt. Zusätzlich findet der interessierte Besucher den SINOR (Simulator Noras), auf welchem die anspruchsvolle Aufgabe trainiert werden konnte, die kommandogelenkte Luft-Boden Lenkwaffe AS 30 NORAS zu lenken. Das Museum besitzt ebenfalls einen Simulator für das amerikanische Waffensystem TARAN, welches im Mirage III S eingebaut war. Dieser Simulator war ursprünglich mit einem Radar auf dem Dach eines Hangars gekoppelt, mit dem das Suchen und Aufschalten von Flugzeugen geübt werden konnte, welche die Region von Payerne überflogen.

### Espace des Pionniers
Ein kleiner Bereich des Museums, der «Espace des Pionniers», ist den Menschen und weniger der Technik gewidmet. Diese temporäre Ausstellung wechselt jedes Jahr und ist den Pionieren der Schweizer Militäraviatik gewidmet. Die Themen der letzten Jahre waren «Die Piloten der Luftkämpfe über dem Schweizer Jura im Mai/Juni 1940» und «Walter Mittelholzer, Militärpilot, Luftbildfotograf, Flugreisender und Gründer der Swissair».

### Espace Nicollier
Das Museum präsentiert im «Espace Nicollier» die vier Weltraumflüge seines Präsidenten der Museumsstiftung, dem bislang einzigen Schweizer Astronauten Claude Nicollier. Dank seinen Bemühungen verfügt das Museum über einige einzigartige Ausstellungsstücke aus dem Bereich der Raumfahrt.

### Weitere Ausstellungen
Das Museum verfügt über weitere Ausstellungsbereiche, wie beispielsweise eine partielle Nachbildung eines Kommandobereiches der Fliegerstaffel 5 in der Kaverne Raron, wo erahnt werden kann, wie die Flugzeuge in der Zeit des Kalten Krieges eingesetzt wurden. Eine schöne Ausstellung von Funkgeräten, eine Sammlung von Modellen der Flugzeuge der Schweizer Fliegertruppen und eine Ausstellung über Stoffabzeichen der Schweizer Luftwaffe vervollständigen das Inventar des Museum Clin d’Ailes.

## Partner

### Espace Passion
Der Verein Espace Passion hat zum Ziel, das Museum beim Sammeln und Konservieren des Kulturgutes der Schweizer Luftwaffe zu unterstützen. Sein Bestreben ist aber auch, ehemalige Schweizer Militärflugzeuge in flugfähigem Zustand zu erhalten. Espace Passion ist die Organisation, welche die notwendigen fachlichen Kompetenzen bewahrt, welche notwendig sind, historische Militärflugzeuge zu restaurieren und im Flug zu operieren.

### HB4FR
HB4FR Swiss Air Force Museum HAM Radio Club ist ein Verein von passionierten Funkamateuren, welcher eng mit dem Museum Clin d’Ailes verbunden ist. Der Verein stellt seine historischen Funkgeräte, darunter zahlreiche Flugfunkgeräte, im Museum aus. Zudem betreibt er eine Leistungsfähige Funkstation mit den Kennzeichen HB4FR und HB9SPACE. Das Ziel des Vereins HB4FR ist es junge Menschen, aber auch das breite Publikum für Wissenschaft, Technik und Geschichte rund um Funkgeräte zu begeistern.

### Flight Simulation Center (FSC)
Das Flight Simulation Center (FSC) besteht aus zwei semi-professionellen Flugsimulator-Stationen mit leistungsstarken Computern und grossen Bildschirmen, welche erlauben, eine Einführung in die Welt des virtuellen Fluges anzubieten. Es wird von einem Verein passionierter Spezialisten betrieben und verwendet qualitativ hochstehendes Material. Präzise Steuerknüppel und Leistungshebel und ein System zur Erfassung der Position, Lage und Bewegungen des Kopfes bieten ein einmaliges Erlebnis.

### Musée Européen de l'Aviation de Chasse (MEAC)
Seit dem 4. November 2006 sind das Museum Clin d’Ailes und das Musée Européen de l'Aviation de Chasse (MEAC) partnerschaftlich miteinander verbunden. Diese Verbindung manifestiert sich in gegenseitiger Unterstützung um die entsprechenden Ausstellungen zu bereichern. Die Besucher des MEAC finden in Montélimar auch einen «hangar suisse», in welchem die ehemaligen Schweizer Militärflugzeuge Mirage III S (J-2304), Mirage III RS (J-2103) und Mirage III BS (J-2001) ausgestellt sind.
Aktivitäten
- Jedes Jahr findet 2–3 Mal eine einwöchige Flugdienst-Periode statt, wo der Verein Espace Passion den Mirage III DS im Flug operiert.
- Alljährlich im Frühling eröffnet das Museum die neue Saison mit einem speziellen Wochenende.
- Anfang Oktober organisiert das Museum mit Schulklassen der Region die Space Days. Die Arbeiten der Schüler werden für kurze Zeit im Museum ausgestellt.
- Das Museum verfügt über eine Verkaufsecke mit Büchern, Modellen, Bekleidungsstücken und weiteren Accessoires aus der Welt der Fliegerei.
- Das Museum bietet einen Konferenzraum für 80 Personen an.
- Auf Wunsch kann das Museum für Firmenanlässe und private Gruppen gebucht werden.